# Thompson 1880
Thompson 1880 è un film del 1966 diretto da Guido Zurli

## Trama
Anno 1880. A Desert Spring, una piccola città di confine, il giovane Ray affronta un criminale e la sua banda, che tormentano i commercianti onesti e impongono le loro merci a prezzi esosi, con un'arma rudimentale di sua invenzione.